# Görogly (ville)
Ne doit pas être confondu avec Görogly (épopée turkmène) ou district de Görogly.
Görogly, anciennement Tagta, est une ville du Turkménistan, capitale du district de Görogly dans la province de Daşoguz.